# Воробйова Ганна Яківна
Анна Яківна Петрова-Воробйова (2 лютого 1817 Санкт-Петербург — 13 квітня 1901, Санкт-Петербург) — російська оперна співачка (контральто).

## З життєпису
Закінчила Петербурзьке театральне училище спочатку в балетному класі у Ш. Дідло, пізніше в класі співу в А. Сапієнца і Г. Ломакіна, удосконалювалася у Катарино Кавоса і М. І. Глінки.
У 1838 році, вже бувши солісткою Петербурзької опери, вона вийшла заміж за оперного співака Осипа Петрова і стала виступати під подвійним прізвищем — Петрової-Воробйової.